# Лисичанский
Лисичанский (укр. Лисичанський) — посёлок, относится к Попаснянскому району Луганской области Украины.
Население по переписи 2001 года составляло 714 человек. Почтовый индекс — 93314. Телефонный код — 274. Занимает площадь 1,156 км². Код КОАТУУ — 4423857201.

## Местный совет
93313, Луганська обл., Попаснянський р-н, смт. Малорязанцеве, вул. Кірова, буд. 122  (укр.)